# Szakíts, ha bírsz
A Szakíts, ha bírsz (eredeti cím: The Break-Up) a Universal Pictures 2006-ban bemutatott romantikus vígjáték, Peyton Reed rendezésében. A főbb szerepekben Vince Vaughn és Jennifer Aniston látható.
Az Egyesült Államokban június 2-án került a film a mozikba az Universal Pictures forgalmazásában. Magyarországon június 29-én mutatták be. Bevételi szempontból jól teljesített, de a kritikusok kedvezőtlenül fogadták.

## Történet
A civakodó párocska, Gary (Vince Vaughn) és Brooke (Jennifer Aniston) egy csodálatos lakásban él Chicagóban. Mindkettőjüknek jól menő munkahelye van, Gary bátyjával (Vincent D’Onofrio) és öccsével (Cole Hauser) egy virágzó városnéző körutakat szervező üzletet vezet, míg Brooke főnöke (Judy Davis) művészeti galériájában áll a vevők rendelkezésére. Egy keserű veszekedés után, a konfliktust kezelni képtelen pár különválik egymástól. Mialatt Gary úgy hiszi, a lakásért harcol, addig Brooke kapcsolatuk életben tartásáért küzd. Mégis, háborújuk tárgya a garzon lesz, amit vakrandikkal, vad partikkal és be nem tartott ígéretekkel próbálnak elnyerni a másiktól. Végül, mindketten úgy döntenek, a legjobb megoldás az elszakadás, a lakás eladása; Gary folytatja sikeres családi vállalkozását, Brooke pedig a világot járja, majd egy idő múltán visszaérkezik Chicagóba. Véletlenül futnak össze az utcán, néhány mondat után elköszönnek, s mosolyogva pillantanak a másik felé.

## Szereplők
| Szerep           | Színész              | Magyar hang       |
| ---------------- | -------------------- | ----------------- |
| Gary Grobowski   | Vince Vaughn         | Haás Vander Péter |
| Brooke Meyers    | Jennifer Aniston     | Kökényessy Ági    |
| Johnny O         | Jon Favreau          | Barbinek Péter    |
| Lupus Grobowski  | Cole Hauser          | Forgács Péter     |
| Addie            | Joey Lauren Adams    |                   |
| Dennis Grobowski | Vincent D’Onofrio    |                   |
| Riggleman        | Jason Bateman        |                   |
| Marylin Dean     | Judy Davis           |                   |
| Christopher      | Justin Long          |                   |
| Richard Meyers   | John Michael Higgins | Csőre Gábor       |
| Wendy Meyers     | Ann-Margret          |                   |

## Bevételi adatok
A Szakíts, ha bírsz első hétvégéjén 39,2 millió dollárt hozott a stúdiónak, ami messze az elvárások feletti eredmény. Ez az összeg a romantikus komédiák körében a harmadik legjobb A randiguru és Az 50 első randi után.
Az Egyesült Államokban 118 703 275 dollárt tudhat magáénak Peyton Reed filmje, amivel az éves lista 18. helyét foglalja el.
A film Magyarországon is óriási sikernek örvendett. Első hetében csak Budapesten 47 millió forintot gyűjtött össze, teljes futása alatt pedig országszerte 238 ezernél is többen voltak kíváncsiak rá.
Észak-Amerikai (USA+Kanada) box office
| Hétvége | Bevétel     | Helyezés | Változás | Összbevétel  |
| ------- | ----------- | -------- | -------- | ------------ |
| 1       | $39 172 785 | 1        | -        | $39 172 785  |
| 2       | $20 325 790 | 2        | -48,1%   | $73 926 040  |
| 3       | $9 831 145  | 5        | -51,6%   | $92 260 160  |
| 4       | $6 596 625  | 7        | -32,9%   | $104 235 420 |
| 5       | $2 990 680  | 9        | -54,7%   | $110 229 830 |
| 6       | $1 621 345  | 10       | -45,8%   | $114 278 860 |
| 7       | $888,135    | 14       | -45,2%   | $116 095 220 |
| 8       | $446,600    | 17       | -49,7%   | $117 060 980 |
| 9       | $292,905    | 22       | -34,4%   | $117 613 525 |
| 10      | $162,160    | 33       | -44,6%   | $117 951 100 |
| 11      | $161,355    | 35       | -0,5%    | $118 223 555 |
| 12      | $128,740    | 41       | -20,2%   | $118 442 310 |
| 13      | $68,850     | 46       | -46,5%   | $118 576 335 |
| 14      | $56,695     | 50       | -17,7%   | $118 668 645 |

Összesített box office
| Terület       | Bevétel      | Eloszlás |
| ------------- | ------------ | -------- |
| Észak-Amerika | $118 703 275 | 57,9%    |
| Többi ország  | $86 248 997  | 42,1%    |
| Összesen      | $204 952 272 | 100,0%   |

## Érdekességek
- Az eredeti befejezést nem fogadta jól a tesztközönség a pár szétválását illetően; ez a végkifejlet felháborította az Aniston-rajongókat. Ennek eredményeképp a Universal Studios kénytelen volt néhány újrafelvételre. A Chicago Tribune szerint "az első befejezés alapjában véve ugyanerre megy ki, egy kicsit más módon".
- Az egyik jelenetben Gary a Grand Theft Auto: San Andreasszal játszik PlayStation 2-jén, továbbá a Fight Night Round 3-vel és egy Madden NFL-lel, feltehetőleg a 2006-os kiadással.
- Az egyik jelenet egy koncerten játszódik, ahol az Old 97's alternatív countryegyüttes játszik a chicagói Riviera Theaterben.
- Vince Vaughn 13 kilót fogyott szerepéért.
- Többek között Brad Ausmus, Todd Hollandsworth és Derrek Lee profi baseballjátékosok láthatók a filmben, a Wrigley Fielden, illetve Gary tévéjében.
- A számos dalbetétből, melyek a filmzenealbumon is hallhatóak, elsőként a Queen You’re My Best Friend-je lett kiválasztva, ami a főcímben hangzik el, miközben az akkor még boldog pár fotóit látjuk. Felcsendül még a Story of My Life a Social Distortiontól, a Crazy Little Thing Called Love a Queentől, a You Oughta Know Alanis Morissette-től és a Time Bomb az Old 97's-től. A záródal, ami talán előrevetíti a pár kapcsolatának jövőjét, Johnny Nash "I Can See Clearly Now" című dala 1972-ből.
- Amikor Gary a PlayStation 2-n játszik Brooke randiján, Jennifer Aniston egy magazint olvas, melynek borítóján Angelina Jolie látható. Ez afféle humoros átirata annak a való életbeli ténynek, hogy Jolie-nak komoly szerepe volt Aniston Brad Pittel való házasságának zátonyra futásában.
- A filmben Jennifer Anistont főnöke szőrtelenítésre küldi, azzal az utasítással, hogy a "Telly Savalas"-t kérje. Telly Savalas Jennifer Aniston keresztapja volt.
- A filmben feltűnnek Vince Vaughn szülei. Anyja egy turistát játszik, apja pedig Jennifer Aniston apját.